# Raoul de Beaumont-au-Maine (évêque)
Raoul de Beaumont-au-Maine, évêque d'Angers. 
Raoul, évêque d'Angers, a été particulièrement méconnu par ses biographes. 

## Famille
```
Henri
 
I
er
 d'Angleterre

│
├──> 
Mathilde
, femme de 
Geoffroy Plantagenet

│    │
│    └──> 
Henri
 
II
 d'Angleterre

│
├──> Constance, fille bâtarde 
│    x 
Roscelin de Beaumont

│    │
│    └──> Richard de Beaumont
│    └──> 
Raoul de Beaumont
, évêque d'Angers
│        
```

Le Père Anselme le dit fils de Raoul qui est son grand-père. Gilles Ménage sait qu'il est fils de Roscelin et de Constance, bâtarde d'Henri Ier d'Angleterre, mais le croit de la branche cadette de Montreveau. Le Gallia Christiana le donne comme fils de Richard, qui était son frère, et de Constance, femme de Roscelin.
Ces erreurs proviennent de ce que la généalogie des vicomtes de Beaumont n'a jamais été étudiée sérieusement et aussi de ce que ce prélat n'est jamais nommé parmi les enfants de Roscelin, de sorte que, ne trouvant point de Raoul à ce degré généalogique et en voyant un au contraire au degré précédent, on pouvait, en forçant un peu les chiffres, croire que l'évêque d'Angers était le frère et non le fils de Roscelin. Mais le moine Robert de Torigny supplée au silence des chartes contemporaines. Il nous apprend, en effet, qu'Henri II d'Angleterre fit pourvoir de l'évêché d'Angers « son cousin-germain Raoul de Beaumont ».
Les rois d'Angleterre affectèrent toujours de mettre en évidence cette parenté pour s'attacher les vicomtes de Beaumont, et fortifièrent ces liens par de nombreuses faveurs, entre autres par la provision de l'évêché d'Angers dont ils gratifièrent deux des fils des vicomtes.

## Biographie
C'est en 1177 que Raoul monta sur le siège épiscopal. Ce choix et le cousinage dont le roi d'Angleterre honorait le prélat n'étaient pas désintéressés. Aussi lui fait-il rappeler, en 1183, que les nobles d'Anjou et lui-même ne devaient pas se détacher de son parti ; qu'en même temps que roi d'Angleterre, il est comte d'Anjou et du Maine. De fait, Raoul se souvint toujours du sang qui coulait dans ses veines. En 1190, il était à Domfront avec Richard Cœur-de-Lion ; en 1196, il l'accompagnait encore.
Comme évêque, il assista au Concile de Latran, 1179, au concile de Tours, 1188 ; il était en procès contre les moines de Saint-Aubin, 1180 ; tranchait la question de l'élection des chapelains de l'Aumônerie d'Angers entre Étienne, sénéchal d'Anjou, et les religieuses de l'abbaye du Ronceray d'Angers, 1183, et un litige entre Saint-Vincent et Geoffroy, fils de Girard, 1184 ; il attestait l'exemption de péage accordée par Robert de Sablé aux moines de l'abbaye de Bellebranche, et, délégué du pape avec l'archevêque de Tours et l'abbé de Saint-Florent, examinait le procès d'un archidiacre accusé d'assassinat. Dans les dernières années de son épiscopat et de sa vie, Raoul obtenait encore, pour l'abbaye de la Mélinais, la chapelle richement dotée de la Jaillette, 1194, concédait à Saint-Nicolas de Craon le patronage de deux églises et bénissait le cimetière de l'Aumônerie Saint-Jean.
Il mourut le 11 avril 1197 et fut enterré dans sa cathédrale, dans la chapelle de Saint-Ceneré, sous un tombeau de marbre noir. Sa crosse, qu'on y a retrouvée, est au musée d'Angers. Célestin Port, qui nous apprend ces détails, ajoute que son écu portait un lion ravissant d'or, armé et lampassé de gueules. Ce monument ne fut donc érigé que longtemps après la mort du prélat, quand Agnès de Beaumont, sa petite-nièce, qui avait épousé Louis de Brienne, titulaire de ce blason, eut hérité de tous ses frères.

## Source
- Abbé Angot, « Les vicomtes du Maine », dans Bulletin de la Commission historique et archéologique de la Mayenne, 1914, n° 30, p. 180-232, 320-342, 404-424. .